# 莫魁文
莫魁文，定安县东一南村人，清朝政治人物。同进士出身。
康熙六十年（1721年），登辛丑科进士，授直隶庆云知县。